# アレナク郡 (ミシガン州)
アレナク郡（英: Arenac County）は、アメリカ合衆国ミシガン州ロウアー半島の東部ヒューロン湖岸に位置する郡である。2010年国勢調査での人口は15,899人であり、2000年の17,269人から7.9%減少した。郡庁所在地はスタンディッシュ（人口1,509人）であり、同郡で人口最大の都市でもある。

## 歴史
アレナク郡は1883年に組織化され、郡名はヘンリー・スクールクラフトがラテン語「アリーナ」とインディアン語「アク」を組み合わせて「アレナク」とした。「しっかりとした足場のある砂の場所」というような意味である。

## 地理
アメリカ合衆国国勢調査局に拠れば、郡域全面積は680.81平方マイル (1,763.3 km2)であり、このうち陸地366.84平方マイル (950.1 km2)、水域は313.97平方マイル (813.2 km2)で水域率は46.12%である。

### 特徴的な地形
- ヒューロン湖のサギノー湾
- オ・グレ川
- ライフル川
- パイン川

### 主要高規格道路
- 州間高速道路75号線
- アメリカ国道23号線
- ミシガン州道13号線
- ミシガン州道33号線
- ミシガン州道61号線
- ミシガン州道65号線

### 隣接する郡
- イオスコ郡 - 北東
- ベイ郡 - 南
- グラッドウィン郡 - 西
- オゲモー郡 - 北西

### 国立保護地域
- ミシガン島国立野生生物保護区（部分）

## 人口動態
以下は2000年国勢調査による人口統計データである。
| 基礎データ - 人口: 17,269人 - 世帯数: 6,710 世帯 - 家族数: 4,717 家族 - 人口密度: 18人/km2（47人/mi2） - 住居数: 9,563軒 - 住居密度: 10軒/km2（26軒/mi2） 人種別人口構成 - 白人: 95.38% - アフリカン・アメリカン: 1.82% - ネイティブ・アメリカン: 0.95% - アジア人: 0.29% - 太平洋諸島系: 0.01% - その他の人種: 0.21% - 混血: 1.33% - ヒスパニック・ラテン系: 1.38% 先祖による構成 - ドイツ系：24.0% - ポーランド系：14.1% - フランス系：11.6% - アメリカ人：10.6% - イギリス系：7.9% - アイルランド系：6.8% - フランス系カナダ人：5.3% 言語による構成 - 英語：96.9% - スペイン語：1.3% | 年齢別人口構成 - 18歳未満: 23.3% - 18-24歳: 7.8% - 25-44歳: 26.8% - 45-64歳: 25.5% - 65歳以上: 16.6% - 年齢の中央値: 40歳 - 性比（女性100人あたり男性の人口） - 総人口: 105.4 - 18歳以上: 104.4 世帯と家族（対世帯数） - 18歳未満の子供がいる: 29.0% - 結婚・同居している夫婦: 57.0% - 未婚・離婚・死別女性が世帯主: 9.0% - 非家族世帯: 29.7% - 単身世帯: 25.5% - 65歳以上の老人1人暮らし: 12.3% - 平均構成人数 - 世帯: 2.45人 - 家族: 2.92人 収入と家計 - 収入の中央値 - 世帯: 32,805米ドル - 家族: 39,033米ドル - 性別 - 男性: 31,205米ドル - 女性: 20,363米ドル - 人口1人あたり収入: 16,300米ドル - 貧困線以下 - 対人口: 13.9% - 対家族数: 11.3% - 18歳未満: 20.7% - 65歳以上: 7.8% |

## カジノ
2007年初期、スタンディッシュ市郊外に作るカジノを年末までにオープンする計画が確認された。サギノーのチッペワ族インディアンが運営することとされた。このサガニング・イーグルス・ランディング・カジノのグランドオープンは2008年1月24日だった。

## 郡政府
郡政府は郡監獄の運営、地方道の維持、地方裁判所の運営、権利譲渡と抵当権設定記録など重要記録の維持、公衆衛生規制の管理、福祉など社会サービスの項目で州の施策への参加を行う。郡政委員会は予算を管理するが、法や条例を作るのは限定付き権限である。ミシガン州では、警察と消防、建設と区画割、税評価、街路維持など地方政府の大半機能は個々の都市と郡区の責任である。

## 郡区
アレナク郡は下記12の郡区に分割されている。

| - アダムズ - アレナク - オ・グレ | - クレイトン - ディープリバー - リンカーン | - メイソン - モファット - シムズ | - スタンディッシュ - ターナー - ウィットニー |

## 都市と町
| 都市 - スタンディッシュ - 郡庁所在地 - オ・グレ - オマー | 村 - スターリング - ターナー - トワイニング | 未編入の町 - アルジャー - デラノ - メイプルリッジ | - メリタ - パインリバー |

## 宗教
アレナク郡はローマ・カトリック教会サギノー教区に属している。

## 年中行事
「サンライズ・サイド・ヘリテージ・バイクライド」は9月第1週週末に開催される。アレナク郡催事広場からヒューロン湖岸（アメリカ国道23号線）をマキナック橋まで進み、南に転じて州道33号線と55号線でウェストブランチに至る。400マイル (640 km) の組織化されたバイク乗りである。